# Siedenburg
Siedenburg is een gemeente in de Duitse deelstaat Nedersaksen. De gemeente is de hoofdplaats en bestuurszetel van de Samtgemeinde Siedenburg in het Landkreis Diepholz. Siedenburg telt 1.262 inwoners.

Siedenburg ligt tussen Sulingen en Nienburg/Weser, enkele kilometers ten noorden van de Bundesstraße 214.

## Geschiedenis, economie
Alle dorpen in de Samtgemeinde Siedenburg zijn in de middeleeuwen ontstaan en lagen in die tijd in het Graafschap Hoya, echter vanaf 1582 in het Hertogdom Brunswijk-Lüneburg. Het Graafschap Hoya voerde een berenklauw in het wapen. Om die reden hebben de Samtgemeinde, en veel daarbinnen gelegen dorpen, ook een berenklauw in hun wapen. Sinds de Reformatie in de 16e eeuw zijn verreweg de meeste christenen in de Samtgemeinde evangelisch-luthers. Dit geldt ook voor alle hierna vermelde kerkgebouwen in dit gebied.
In Siedenburg, dat vanaf de 14e eeuw de status van vlek had, stond een kasteel, waarvandaan een vazal van de landheer het bestuur over het gebied uitoefende. In 1701 werd dit kasteel vervangen door het nog bestaande Amtshaus, dat toen de Samtgemeinde in 1974 uit de vijf, tot dan toe zelfstandige, gemeentes tot stand kwam, ook haar bestuurszetel werd.
Historische gebeurtenissen van meer dan plaatselijk belang zijn in dit gebied niet overgeleverd. Van 1921 tot 1966 had Siedenburg een spoorwegstation.
De in het gebied gelegen plaatsjes zijn tot ongeveer 1970 alle betrekkelijk onbelangrijke boeren- en turfstekersdorpen gebleven. Daarna nam de werkgelegenheid in de agrarische sector af. Wel van enig belang zijn de in de omgeving aanwezige aardolie- en aardgaswinningslocaties.

## Markante gebouwen
Het voormalige kasteel, het Amtshaus te Siedenburg is een fraai, groot landhuis in vakwerkstijl uit 1701. Het is in gebruik als gemeentehuis. Het wordt omgeven door een klein park met een schilderachtige vijver (Mühlenteich).

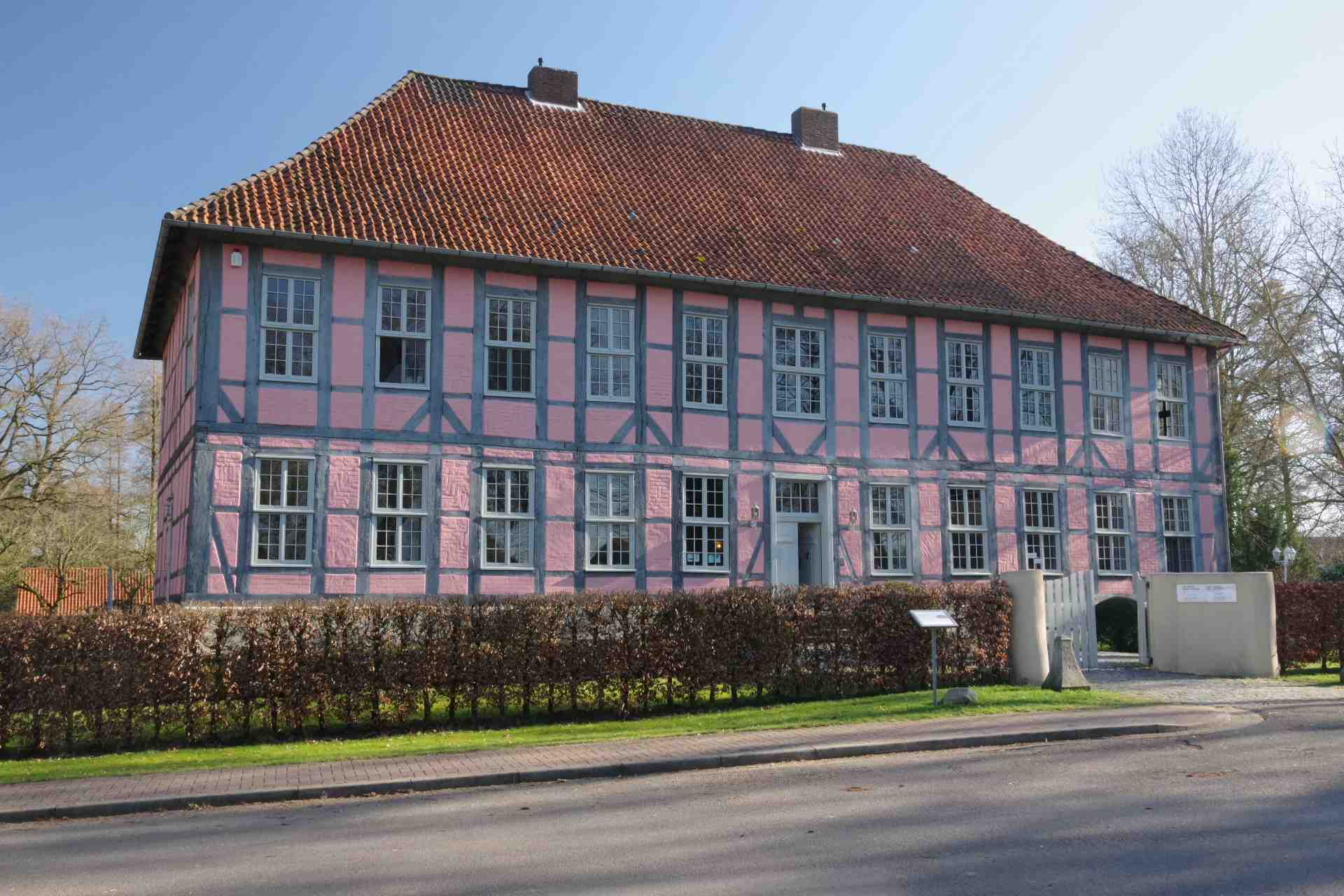
Het Amtshaus te Siedenburg
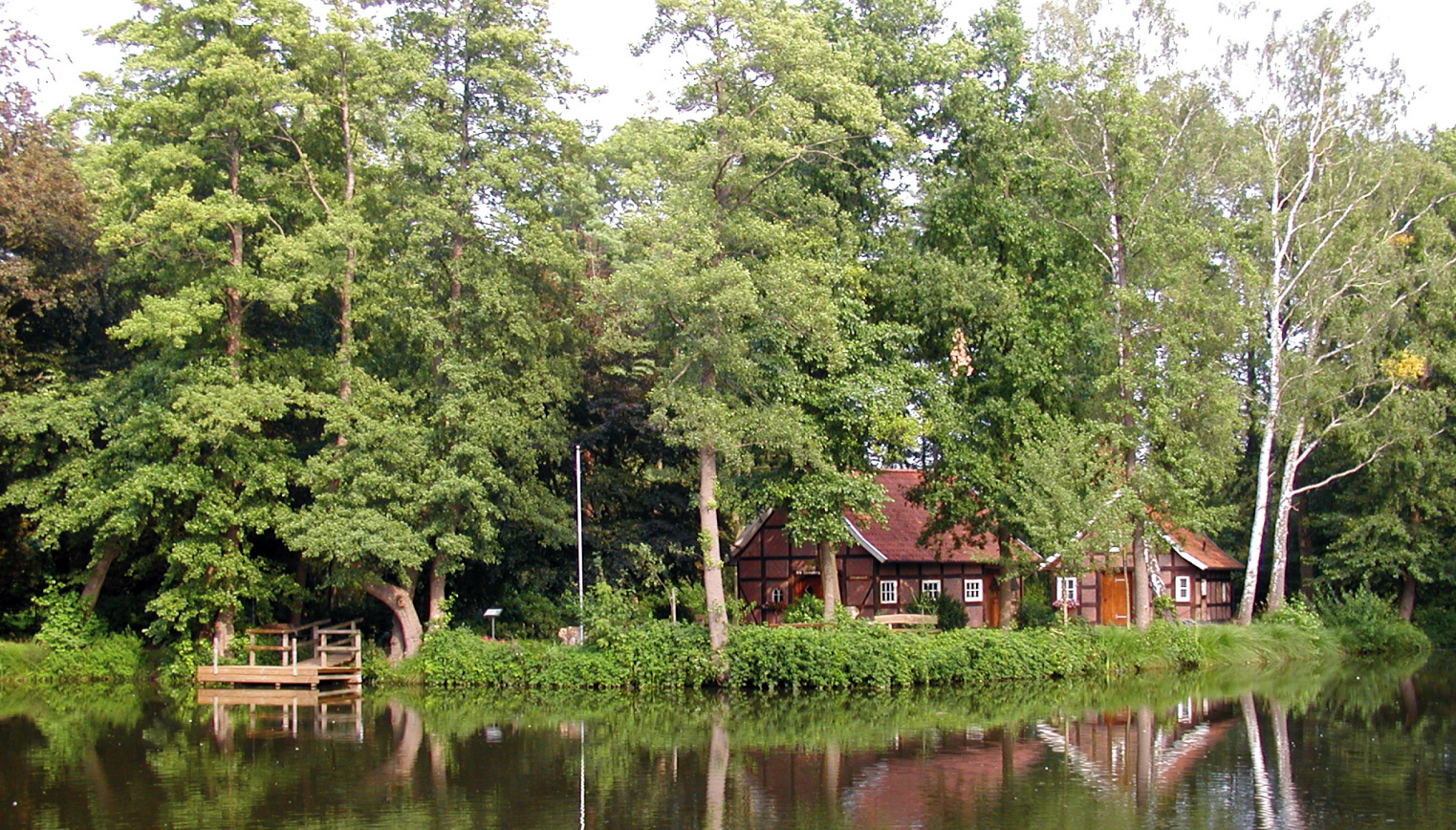
De Mühlenteich te Siedenburg
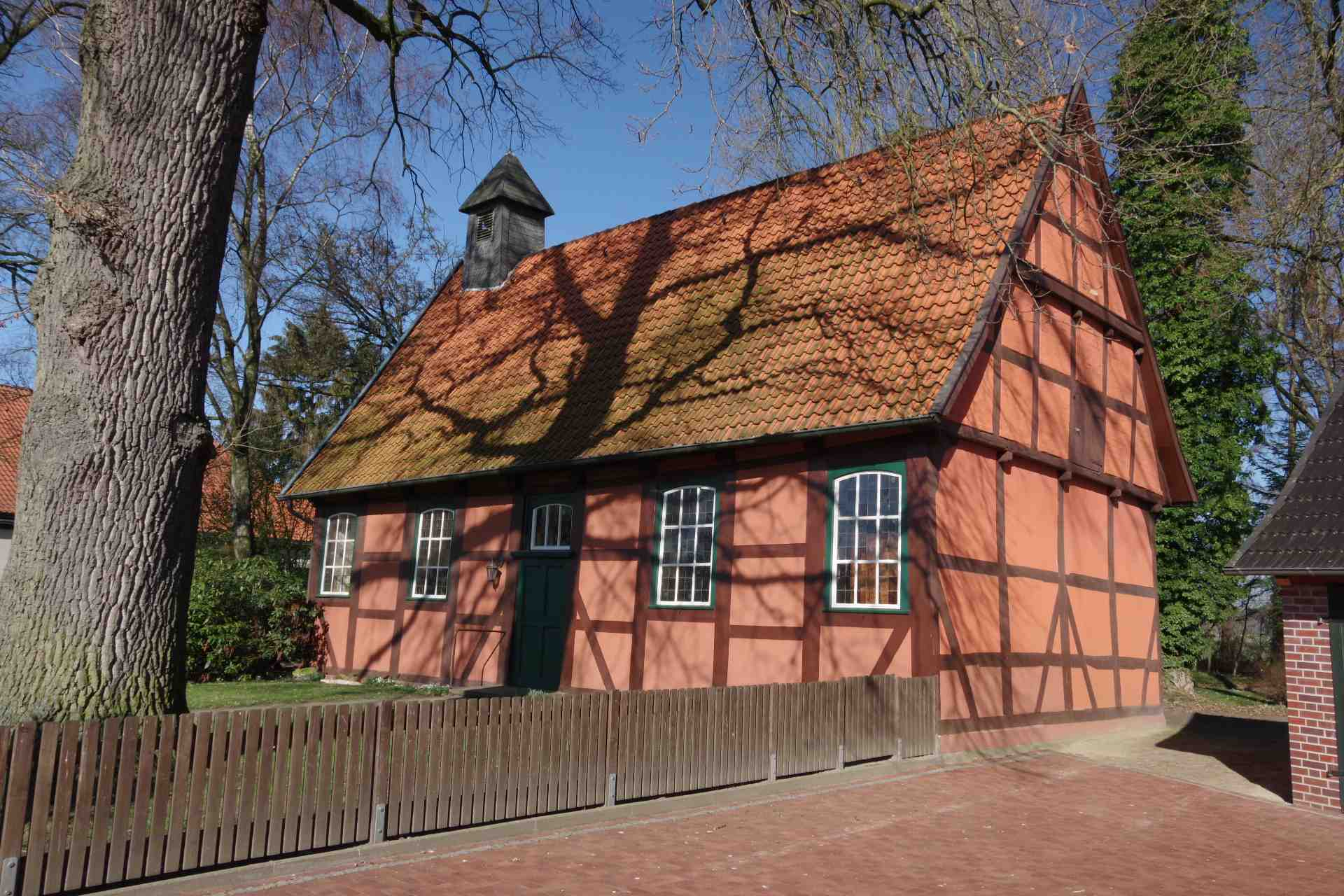
De in 1646 gebouwde kapel van Siedenburg

- Gemeinsame Normdatei: 4054855-7
- Virtual International Authority File: 237245816